# Droga wojewódzka nr 579
Droga wojewódzka nr 579 (DW579) – droga wojewódzka klasy G o długości 52,8 km, łącząca Kazuń Polski z Radziejowicami. W całości przebiega wewnątrz województwa mazowieckiego, na obszarze powiatów: nowodworskiego, warszawskiego zachodniego, grodziskiego i żyrardowskiego.

## Dopuszczalny nacisk na oś
Od 13 marca 2021 roku na całej długości drogi dozwolony jest ruch pojazdów o nacisku pojedynczej osi napędowej do 11,5 tony z wyjątkiem określonych miejsc oznaczonych znakiem zakazu B-19.

### Do 13 marca 2021 r.
Wcześniej droga wojewódzka nr 579 była objęta ograniczeniami dopuszczalnego nacisku pojedynczej osi:
| Znak  | Dopuszczalny nacisk | Odcinek                                              |
| ----- | ------------------- | ---------------------------------------------------- |
| DW579 | do 10 ton           | Kazuń Polski – Leszno                                |
| DW579 | do 8 ton            | Leszno – Błonie – Grodzisk Mazowiecki – Radziejowice |

## Miejscowości leżące przy trasie DW579
- Kazuń Polski
- Leszno
- Błonie
- Grodzisk Mazowiecki
- Radziejowice